# Issendolus
Issendolus (occitanisch: Aissendolús) ist eine südfranzösische Gemeinde mit 523 Einwohnern (Stand 1. Januar 2022) im Département Lot in der Region Okzitanien. Issendolus gehört zum Regionalen Naturpark Causses du Quercy.

## Lage
Issendolus liegt in einer Höhe von ca. 350 Metern ü. d. M. am südwestlichen Rand des Zentralmassivs etwa auf der Grenze zwischen der fruchtbaren Region der Limargue und den sich davon stark unterscheidenden Kalkböden der Ségala. Der Ort befindet sich an einer Nebenstrecke des Jakobswegs (Via Podiensis) etwa auf halbem Weg zwischen Rocamadour bzw. Gramat und Figeac; die Stadt Cahors liegt etwa 63 Kilometer südwestlich.

## Bevölkerungsentwicklung
| Jahr      | 1962 | 1968 | 1975 | 1982 | 1990 | 1999 | 2006 | 2018 |
| Einwohner | 346  | 342  | 334  | 397  | 365  | 454  | 520  | 519  |

Im 19. Jahrhundert hatte der Ort zeitweise mehr als 1000 Einwohner. Infolge der Reblauskrise im Weinbau und der Mechanisierung der Landwirtschaft ging die Einwohnerzahl seitdem bis auf die Tiefststände in den 1960er und 1970er Jahren zurück.

## Wirtschaft

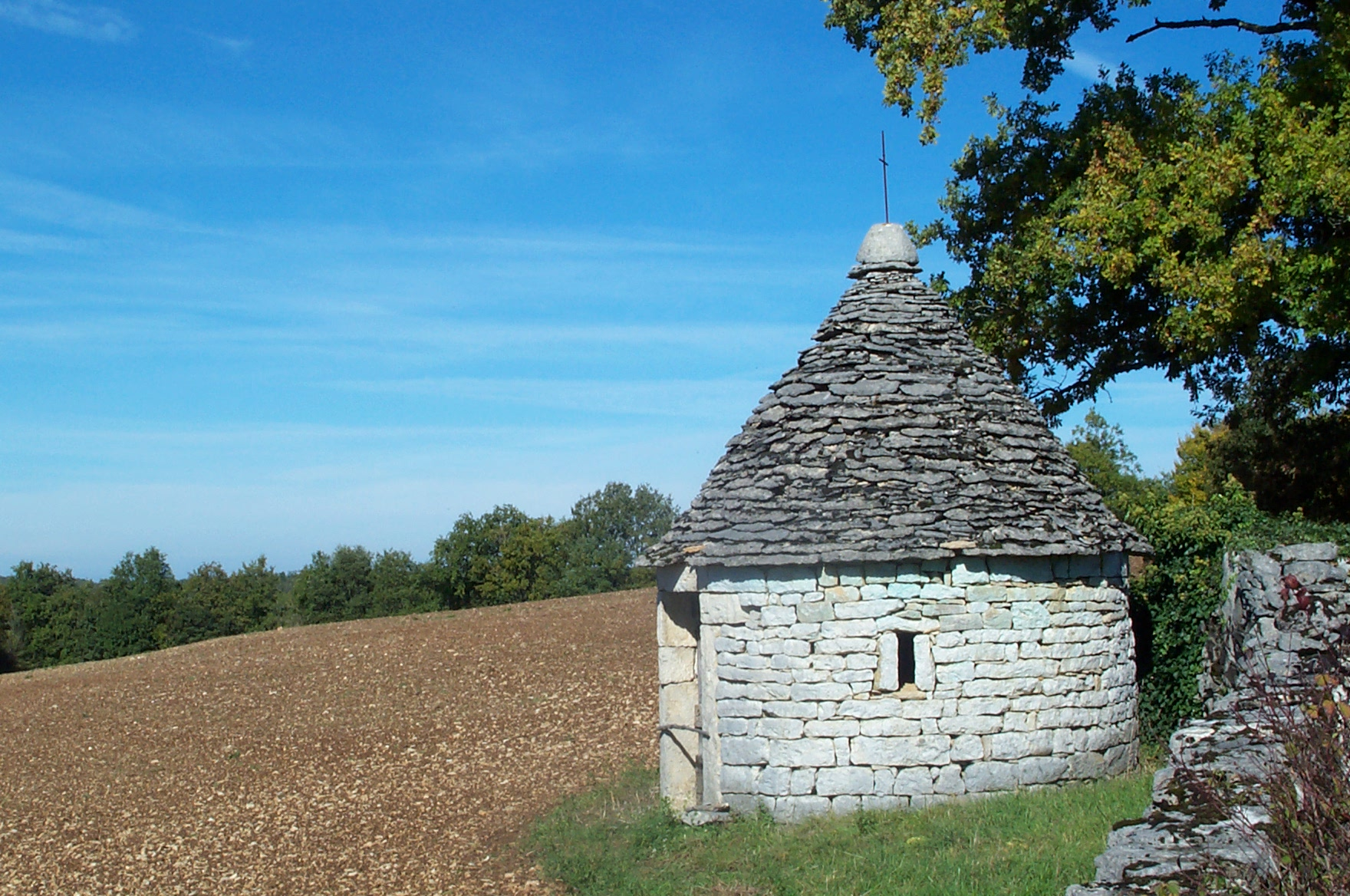
Feldsteinhütte (caselle)

Im Haut-Quercy wurde die Landwirtschaft, zu der bis ins 19. Jahrhundert hinein auch der Weinbau gehörte, jahrhundertelang in erster Linie zur Selbstversorgung betrieben. Nach der Reblauskrise in der zweiten Hälfte des 19. Jahrhunderts wurde der Weinbau in der Region nahezu gänzlich aufgegeben. Heute spielt – neben Landwirtschaft, Kleinhandel und Handwerk – der Tourismus in Form der Vermietung von Ferienwohnungen (gîtes) eine große Rolle im Wirtschaftsleben der Gemeinde.

## Geschichte
Die frühe Geschichte des Ortes ist eng verbunden mit einem im 13. Jahrhundert gegründeten Pilger-Hospiz, welches jedoch im Verlauf des Hundertjährigen Krieges (1337–1453) und in den Hugenottenkriegen (1562–1598) wiederholt beschädigt oder zerstört wurde.
Nach der Invasion der Alliierten im Juni des Jahres 1944 zerstörte die SS-Division 'Das Reich' Scheunen und Gebäude im Weiler Gabaudet und verübte ein Massaker an der Bevölkerung.

## Sehenswürdigkeiten
- Zwei jungsteinzeitliche Großsteingräber (dolmen) befinden sich ca. vier Kilometer südwestlich des Ortes auf dem Gebiet der Domaine Gabaudet. Sie wurden im Jahre 1931 als Monuments historiques eingestuft.[1]
- Ein weiterer Dolmen (Pierre Levée) steht etwa 2500 Meter westlich der Ortschaft. Auch er ist seit 1988 als Monument historique anerkannt.[2] Der Dolmen de la Baune liegt östlich des Ortes.
- Das im frühen 13. Jahrhundert gegründete Pilger-Hospital (Couvent de l'Hôpital-Beaulieu) wurde vom Johanniterorden geleitet. Nach vielfältigen Zerstörungen begann man im Jahre 1608 mit dem Wiederaufbau – man errichtete eine neue Kirche und umgab den Gebäudekomplex mit einer 715 Meter langen und bis zu sieben Meter hohen Mauer. Nun versahen bis zu 80 Ordensschwestern den Dienst an den Kranken und Sterbenden. Im Februar 1793 wurden die Gebäude als Nationalgut (bien national) verkauft und abgerissen. Nur noch einige Reste des Kapitelsaales und der Klostermauern erinnern an das einst weit über die Region hinaus bekannte Hospital, das im Jahr 1921 als Monument historique anerkannt wurde.[3]
- Die Ostteile (Apsis, Vierung) der Pfarrkirche (Saint-Julien) sind noch romanisch; das Langhaus wurde im 18. Jahrhundert auf drei Schiffe erweitert. Das Innere der Kirche strahlt – trotz der unterschiedlichen Bauphasen – eine große Harmonie aus.
- Auf dem Gemeindegebiet stehen über 100 Großsteingräber, Feldsteinhütten (caselles) und Wegkreuze.